# Лочица-при-Вранськем
Лочица-при-Вранськем (словен. Ločica pri Vranskem) — поселення в общині Врансько, Савинський регіон, Словенія. 
Висота над рівнем моря: 365,4 м.